# Élections générales québécoises de 1886
L'élection générale québécoise de 1886 est tenue le 14 octobre 1886 afin d'élire à l'Assemblée législative du Québec les députés de la 6e législature. Il s'agit de la 6e élection générale dans la province canadienne depuis la confédération de 1867. Le Parti libéral du Québec, dirigé par Honoré Mercier, remporte une majorité de sièges ; néanmoins, le Parti conservateur de John Jones Ross tente de se maintenir au pouvoir avec un gouvernement minoritaire.

## Contexte
Henri-Gustave Joly de Lotbinière avait cédé son poste de chef du Parti libéral à Honoré Mercier en 1883, après 16 ans pendant lesquels il n'avait été au pouvoir que 19 mois. Du côté des conservateurs, le vainqueur des dernières élections Joseph-Adolphe Chapleau avait démissionné du poste de premier ministre en 1882 pour faire le saut sur la scène fédérale. Il fut remplacé par Joseph-Alfred Mousseau, ministre fédéral, qui resta en poste moins de deux ans. En 1884 il fut nommé juge et céda sa place à John Jones Ross, qui dirigea le Parti conservateur aux élections.
La pendaison de Louis Riel le 16 novembre 1885 causa une grande commotion au Québec. L'appui aux conservateurs et en particulier à John A. Macdonald chuta. Mercier regroupa sous le nom de Parti national les libéraux et des conservateurs mécontents. Ce fut sous ce nom que les libéraux firent campagne. Pour la première fois, l'autonomie de la province de Québec fut au cœur de la campagne électorale.
On utilise encore, mais pour la dernière fois, la carte électorale de 1867 comptant 65 circonscriptions.
Le Parti libéral fait élire une majorité de députés, malgré un résultat inférieur de plus de 6 % au Parti conservateur au vote populaire. Les conservateurs, malgré une minorité de députés, tentent de conserver le pouvoir. Ross démissionne une semaine avant le début de la session, laissant à Louis-Olivier Taillon la tâche de former un gouvernement. Cependant, dès le début de la session parlementaire le 27 janvier 1887 les conservateurs sont battus sur un vote en Chambre, et le lieutenant-gouverneur demanda à Mercier de former le gouvernement. Ce fut la dernière fois dans l'histoire du Québec qu'un gouvernement fut renversé en Chambre.

## Dates importantes
- 9 septembre 1886 : Émission du bref d'élection.
- 14 octobre 1886 : scrutin
- 27 janvier 1887 : ouverture de la session.

## Résultats
| Libéral   | Conservateur | National | Cons. ind. |
| 33 sièges | 26 sièges    | 3 sièges | 3 sièges   |
| ^         |              |          |            |
| majorité  |              |          |            |

### Résultats par parti politique
| Partis | Partis                   | Chef                     | Candidats | Sièges | Sièges | Voix    | Voix   | Voix    |
| Partis | Partis                   | Chef                     | Candidats | 1881   | Élus   | Nb      | %      | +/-     |
| --- | ------------------------ | ------------------------ | --------- | ------ | ------ | ------- | ------ | ------- |
| | Libéral                  | Honoré Mercier           | 49        | 15     | 33     | 58 389  | 39,6 % | +0,61 % |
| | Conservateur             | John Jones Ross          | 59        | 49     | 26     | 68 141  | 46,2 % | -4,19 % |
| | National                 |                          | 10        | -      | 3      | 7 685   | 5,2 %  | -       |
| | Conservateur indépendant | Conservateur indépendant | 10        | 1      | 3      | 7 645   | 5,2 %  | -3,84 % |
| | Ouvrier                  |                          | 3         | -      | -      | 4 813   | 3,3 %  | -       |
| | Libéral indépendant      | Libéral indépendant      | 1         | -      | -      | 851     | 0,6 %  | -1,02 % |
| Total | Total                    | Total                    | 132       | 65     | 65     | 147 524 | 100 %  |         |
| Le taux de participation lors de l'élection était de 67,1 % et 2 611 bulletins ont été rejetés. Il y avait 244 844 personnes inscrites sur la liste électorale pour l'élection, toutefois seules 223 643 personnes avaient plus d'un candidat dans leur district. |                          |                          |           |        |        |         |        |         |

Élus sans opposition : 3 conservateurs, 2 libéraux, 1 nationaliste et 1 conservateur indépendant.

### Résultat par circonscription
- Argenteuil : William Owens (Parti conservateur)
- Bagot : Joseph Pilon (Parti libéral)
- Beauce : Jean Blanchet (Parti conservateur)
- Beauharnois : Élie-Hercule Bisson (Parti libéral)
- Bellechasse : Henri-Édouard Faucher de Saint-Maurice (Parti conservateur)
- Berthier : Louis Sylvestre (Parti libéral)
- Bonaventure : Henri-Josué Martin (Parti conservateur)
- Brome : William Warren Lynch (Parti conservateur)
- Chambly : Antoine Rocheleau (Parti libéral)
- Champlain : Ferdinand Trudel (Parti national)
- Charlevoix : Joseph Morin (Parti libéral)
- Châteauguay : Joseph-Émery Robidoux (Parti libéral)
- Chicoutimi-Saguenay : Élie Saint-Hilaire (conservateur indépendant)
- Compton : John McIntosh (Parti conservateur)
- Deux-Montagnes : Benjamin Beauchamp (conservateur indépendant)
- Dorchester : Louis-Napoléon Larochelle (Parti national)
- Drummond-Arthabaska : Joseph-Éna Girouard (Parti libéral)
- Gaspé : Edmund James Flynn (Parti conservateur)
- Hochelaga : Joseph-Octave Villeneuve [2] (Parti conservateur)
- Huntingdon : Alexander Cameron (Parti libéral)
- Iberville : Alexis-Louis Demers (Parti libéral)
- Jacques-Cartier : Arthur Boyer (Parti libéral)
- Joliette : Louis Basinet[3] (Parti libéral)
- Kamouraska : Ernest Gagnon (Parti libéral)
- La Prairie : Alfred Charlebois (Parti conservateur)
- L'Assomption : Ludger Forest[4] (Parti libéral)
- Laval : Pierre-Évariste Leblanc[5] (Parti conservateur)
- Lévis : François-Xavier Lemieux (Parti libéral)
- L'Islet : François-Gilbert Mivile-Dechêne (Parti libéral)
- Lotbinière : Édouard-Hippolyte Laliberté (Parti libéral)
- Maskinongé : Édouard Caron [6] (Parti conservateur)
- Mégantic : Andrew Stuart Johnson[7] (Parti conservateur)
- Missisquoi : Elijah Edmund Spencer[8] (Parti conservateur)
- Montcalm : Louis-Olivier Taillon (Parti conservateur)
- Montmagny : Nazaire Bernatchez (Parti libéral)
- Montmorency : Louis-Georges Desjardins (Parti conservateur)
- Montréal-Centre : James McShane (Parti libéral)
- Montréal-Est : Laurent-Olivier David (Parti libéral)
- Montréal-Ouest : John Smythe Hall (Parti conservateur)

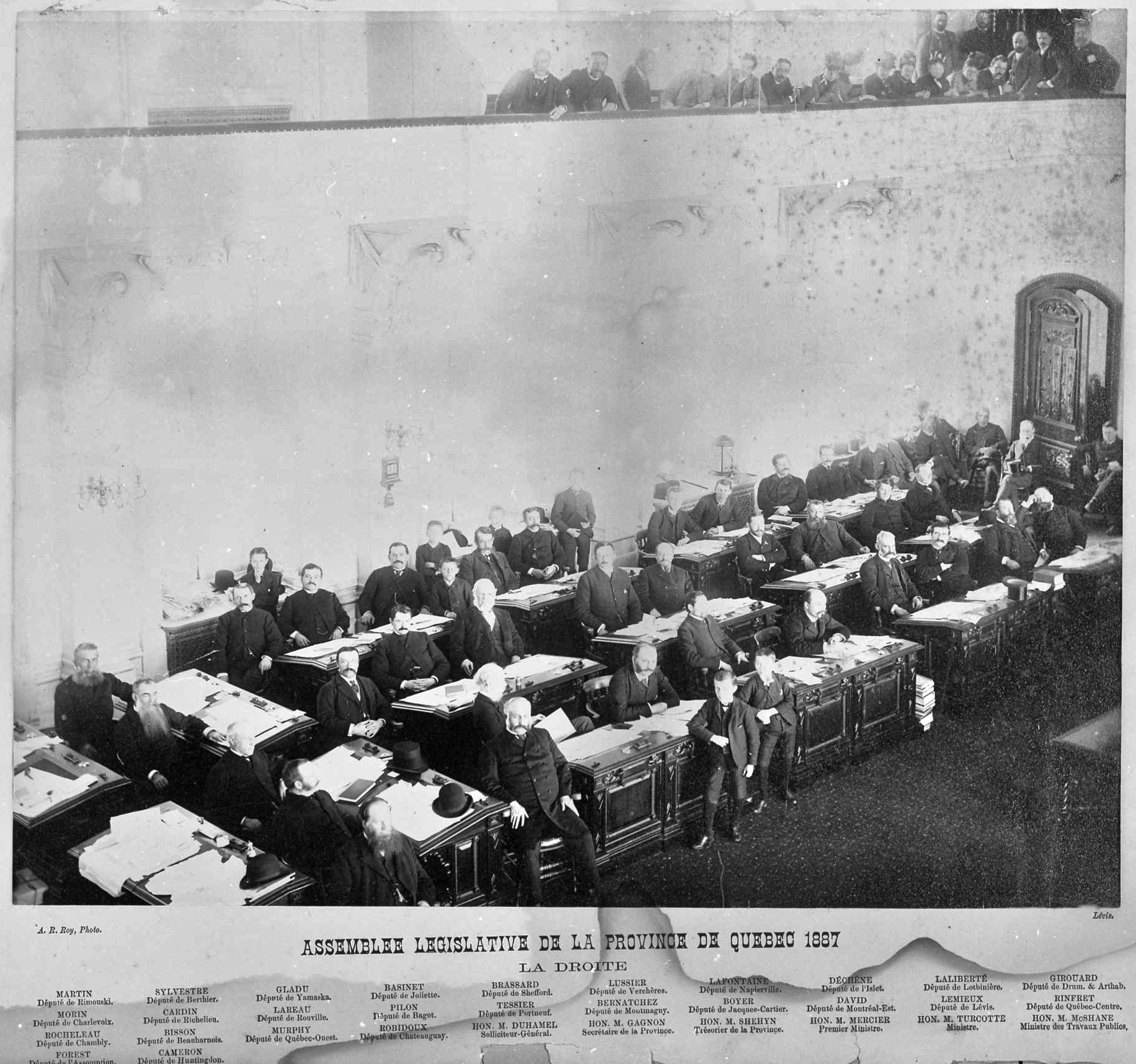
Assemblée législative de la province de Québec 1887. La photo montre les députés siégeant du côté du parti libéral d'Honoré Mercier.

- Napierville : Pierre-Eugène Lafontaine (Parti libéral)
- Nicolet : Louis-Trefflé Dorais[9] (conservateur indépendant)
- Ottawa : Narcisse-Édouard Cormier[10] (Parti conservateur)
- Pontiac : William Joseph Poupore (Parti conservateur)
- Portneuf : Jules Tessier (Parti libéral)
- Québec-Centre : Rémi-Ferdinand Rinfret (Parti libéral)
- Québec (comté) : Thomas Chase-Casgrain (Parti conservateur)
- Québec-Est : Joseph Shehyn (Parti libéral)
- Québec-Ouest : Owen Murphy[11] (Parti libéral)
- Richelieu : Louis-Pierre-Paul Cardin (Parti libéral)
- Richmond-Wolfe : Jacques Picard (Parti conservateur)
- Rimouski : Édouard-Onésiphore Martin (Parti libéral)
- Rouville : Edmond Lareau (Parti libéral)
- Saint-Hyacinthe : Honoré Mercier (Parti libéral)
- Saint-Jean : Félix-Gabriel Marchand (Parti libéral)
- Saint-Maurice : Nérée LeNoblet Duplessis (Parti conservateur)
- Shefford : Thomas Brassard (Parti libéral)
- Sherbrooke : Joseph Gibb Robertson (Parti conservateur)
- Soulanges : Avila-Gonzague Bourbonnais (Parti national)
- Stanstead : Ozro Baldwin (Parti conservateur)
- Témiscouata : Georges-Honoré Deschênes (Parti conservateur)
- Terrebonne : Guillaume-Alphonse Nantel (Parti conservateur)
- Trois-Rivières : Arthur Turcotte (Parti libéral)
- Vaudreuil : Alfred Lapointe (Parti conservateur)
- Verchères : Albert Lussier (Parti libéral)
- Yamaska : Victor Gladu (Parti libéral)

## Sources
- Section historique du site de l'Assemblée nationale du Québec
- Jacques Lacoursière, Histoire populaire du Québec, tome 4, éditions du Septentrion, Sillery (Québec), 1997
- Élection générale 14 octobre 1886 — QuébecPolitique.com